# Pangkalan (Ciawigebang)
Pangkalan is een bestuurslaag in het regentschap Kuningan van de provincie West-Java, Indonesië. Pangkalan telt 3740 inwoners (volkstelling 2010).